# Fonction acide en chimie organique
 (août 2022).
Si vous disposez d'ouvrages ou d'articles de référence ou si vous connaissez des sites web de qualité traitant du thème abordé ici, merci de compléter l'article en donnant les références utiles à sa vérifiabilité et en les liant à la section « Notes et références ».
En chimie organique, un grand nombre de groupes fonctionnels présentent une acidité selon Brönstedt.

## Fonction acide carboxylique
R-CO-OH.
Du fait du niveau d'oxydation du carbone, la fonction acide est toujours située en bout de chaîne. Un tel composé est nommé acide carboxylique.
Pour le nommer en suivant la nomenclature internationale, on utilise le nom de la chaîne carbonée sur laquelle est fixée la fonction, que l'on précède du mot « acide » et auquel on ajoute le suffixe « -oïque ». Par exemple : acide éthanoïque (ou acide acétique) pour {\displaystyle CH_{3}-CO-OH}.
On peut obtenir un acide carboxylique par exemple en oxydant un aldéhyde (voir oxydation), lui-même pouvant être issu de l'oxydation d'un alcool primaire).